# Kammerchor
Ein Kammerchor ist ein Chor in kleiner Besetzung, typischerweise 20 bis 30 Personen, im weiteren Sinn 12 bis 48 Personen. Meist liegt ein Schwerpunkt auf A-cappella-Musik.

## Begriff
Die Bezeichnung „Kammerchor“ lehnt sich an den Begriff „Kammermusik“ an; zum Ausdruck kommen soll die verhältnismäßig kleine Besetzung. Allerdings führt ein Kammerchor weder Kammermusik auf, noch ist die Besetzungsstärke analog zu verstehen. In der Kammermusik ist jede Stimme im Allgemeinen mit einem einzelnen Instrument besetzt, in einem Chor jedoch mit mindestens drei Personen – bei geringeren Besetzungen spricht man von einem Vokalensemble, bei solistischer Besetzung von Vokalquartett, -oktett oder Doppelquartett.
Das Wort „Kammerchor“ wird seit der ersten Hälfte des 20. Jahrhunderts als Bezeichnung für kleinere Chöre mit einem hohen musikalischen Niveau verwendet – setzte sich allerdings in diesem Sinne erst nach 1960 durch.

## Besetzungsstärke
- Mindestgröße: 12 Personen (drei Sänger pro Stimme bei einer vierstimmigen Besetzung)
- Häufige Größe: 24 bis 36 Personen (achtstimmiges oder doppelchöriges Singen ist auch beim Ausfall einzelner Mitglieder noch gut möglich)
- Maximale Größe: 40 bis 48 Personen

## Eigenschaften
Ein Kammerchor besteht aus ausgewählten Sängern und Sängerinnen. Er probt anspruchsvolle Musik und muss folglich in der Lage sein, acht- und mehrstimmig zu singen. Daher haben Kammerchöre nur selten weniger als 24 Mitglieder. Es gibt bekannte Kammerchöre, die eine Besetzung von 40 bis 48 Personen haben (z. B. Kammerchor Stuttgart, Württembergischer Kammerchor).
Der Kammerchor unterscheidet sich von anderen Chören durch ein deutlich höheres musikalisches Niveau. Das Repertoire setzt in der Regel fortgeschrittene Sänger und Sängerinnen mit entwickelter Stimmtechnik und geschultem Gehör voraus. Typisch für die musikalische Probenarbeit im Kammerchor ist das intensive Arbeiten am Chorklang, an der Intonation, an der Agogik und an einer differenzierten Dynamik. Das Einsingen wird unter Umständen nicht vom Dirigenten selbst durchgeführt, sondern in Kombination mit chorischer Stimmbildung von einem ausgebildeten Sänger übernommen.